# Gloster Gnatsnapper
El Gloster SS.35 Gnatsnapper fue un caza biplano naval británico de finales de la década de 1920. Se construyeron dos prototipos, pero el modelo no entró en producción.

## Diseño y desarrollo
El Gnatsnapper fue una propuesta para la Especificación N.21/26 del Ministerio del Aire para un caza de portaaviones, que exigía un avión propulsado por un motor Bristol Mercury II, capaz de alcanzar al menos 160 mph a 10,000 pies. Sin embargo, cuando el primer Mercury disponible fue entregado a Gloster en septiembre de 1927, era evidente que no sería satisfactorio, ya que no logró producir los esperados 450 hp, tenía un sobrepeso de 160 libras y era poco fiable. Para agilizar las pruebas de vuelo, se comenzó a trabajar en un segundo prototipo (N227), equipado con un motor Bristol Jupiter VII de 450 hp. El avión voló por primera vez con este motor en febrero de 1928. Se entregaron más ejemplares del Mercury durante ese año y, aunque el avión voló con ellos, era evidente que seguía siendo insatisfactorio. Al no haber superado la evaluación de la N.21/26 (en la que ningún modelo había sido declarado ganador), el avión fue reacondicionado con el Jupiter y entregado al A&AEE para su evaluación, que resultó ser un éxito rotundo.
En 1930, el Ministerio del Aire anunció una nueva competición de cazas para portaaviones (N.16/30), para la cual se solicitó a Gloster que rediseñara el Gnatsnapper para utilizar el Armstrong Siddeley Jaguar VIII de 540 hp. Designado como Gnatsnapper II, el avión se presentó para evaluación, pero sufrió graves daños en un accidente al aterrizar antes de completar las pruebas, lo que lo eliminó de la competición, que finalmente ganó el Hawker Nimrod. Tras la reparación, el avión fue modificado sustancialmente para aceptar un motor Rolls-Royce Kestrel IIS de 525 hp refrigerado por evaporación, con los condensadores en los bordes de ataque de las alas. Esta versión se denominó Gnatsnapper III. Posteriormente, Rolls-Royce lo utilizó como banco de pruebas volante para el desafortunado motor Goshawk, y terminó su carrera como "mula" de la compañía.
En mayo de 1929 se encargó un segundo prototipo (N254). Este voló por primera vez en la primavera de 1930, con un Bristol Mercury IIA. Se cree que este es el fuselaje que se abandonó en 1927 cuando el Mercury no cumplió con las expectativas. Aunque se intentó que este avión cumpliera con los requisitos de la N.16/30, la evidente superioridad del Nimrod hizo que Gloster detuviera el desarrollo del modelo.

## Especificaciones (Gnatsnapper II)
Referencia datos: Gloster Aircraft since 1917 

### Características generales
- Tripulación: Uno (piloto)
- Longitud: 7,5 m (24,6 ft)
- Envergadura: 10,2 m (33,5 ft)
- Altura: 3,3 m (10,9 ft)
- Superficie alar: 33 m² (355,2 ft²)
- Peso vacío: 1404 kg (3094,4 lb)
- Peso cargado: 1725 kg (3801,9 lb)
- Planta motriz: 1× motor radial de 14 cilindros refrigerado por aire Armstrong Siddeley Jaguar VIII.
  - Potencia: 400 kW (551 HP; 544 CV)
- Hélices: Bipala de paso fijo

### Rendimiento
- Velocidad máxima operativa (Vno): 285 km/h (177 MPH; 154 kt)
- Velocidad de entrada en pérdida (Vs): 85 km/h (53 MPH; 46 kt)
- Alcance: 790 km (427 nmi; 491 mi) [3] (5 h)
- Techo de vuelo: 7500 m (24 606 ft)
- Carga alar: 52 kg/m² (10,7 lb/ft²)
- Potencia/peso: 0,23 kW/kg (0,14 hp/lb)
- Tiempo a altitud: 19 min para 6100 m (24 500 pies)

### Armamento
- Ametralladoras: 

  - 2x Vickers de 7,7 mm frontal fija sincronizada

## Aeronaves relacionadas

### Aeronaves similares
- Armstrong Whitworth Starling
- Hawker Nimrod

### Secuencias de designación
- Secuencia G._ (interna de Gloster): ← G.23 - G.25 - G.27 - G.28 - G.30 - AS/G.31 - G.32 - TC/G.33 - SS.34 - G.35 - SS.35 - FS.36 - SS/G.37 - G.38 →